# Irans angreb på Israel april 2024
 Ikke at forveksle med Irans angreb på Israel oktober 2024.
Irans angreb på Israel april 2024 var et luftangreb fra 13. april 2024 om aftenen og natten til 14. april 2024, hvor den iranske revolutionsgarde (en) sendte flere end 300 missiler og droner mod militære mål i Israel. Det var første gang, at Iran angreb Israel fra Irans eget territorium. Angrebet var en reaktion på et luftangreb på et iransk konsulat i Syriens hovedstad Damaskus 1. april 2024, der dræbte syv officerer i Irans revolutionsgarde, og som Israel formodes at stå bag.
Israel svarede igen med et luftangreb ved den iranske by Isfahan den 19. april. Dette angreb medførte kun begrænsede ødelæggelser, og ingen personer meldtes at komme til skade.

## Forløb
Hovedmålet for det iranske angreb var den israelske Nevatim-luftbase, hjemsted for de israelske F-35-fly, hvorfra det formodes, at angrebet på det iranske konsulat i Damaskus var startet. Ifølge Israel blev 99 % af dronerne og missilerne dog skudt ned. De fleste droner og missiler blev afsendt fra Iran, men der blev også affyret nogen fra Irak og Yemen, mens Hizbollah sendte raketter mod Golanhøjderne. I forbindelse med angrebet lukkede Irak, Jordan, Libanon og Israel selv deres luftrum. Israel fik hjælp af både USA, Storbritannien, Frankrig og Jordan til at skyde droner og missiler ned - adskillige inden de nåede israelsk område.
Den eneste, der er kommet til skade, er ifølge Israel en syvårig pige.

### Reaktioner
- Blandt andre USA's præsident Joe Biden, Rishi Sunak (Storbritannien), Pedro Sánchez (Spanien), Annalena Baerbock (Tyskland) og Lars Løkke Rasmussen fordømte angrebet. Det samme gjorde FN's generalsekretær Antonio Guterres, mens Saudi Arabien og Egypten "udtrykker bekymring".[8]
- Den syriske udenrigsminister udtalte, at det var et legitimt selvforsvar.[3]
- I den iranske hovedstad Teheran jublede folk i gaderne.[9]

## Israels angreb på Iran 19. april
19. april iværksatte Israel et luftangreb mod den iranske by Isfahan. Angrebet vurderedes at være et modsvar på det iranske luftangreb mod Israel. Det israelske angreb medførte kun begrænsede ødelæggelser. Ingen kom til skade under angrebet, men trafikken til og fra Irans største lufthavn i Teheran blev afbrudt i et par timer på grund af angrebet.